# Накаре-Чі-Махале
Накаре-Чі-Махале (перс. نقاره چي محله) — село в Ірані, у дегестані Отаквар, у бахші Отаквар, шагрестані Лянґаруд остану Ґілян. За даними перепису 2006 року, його населення становило 129 осіб, що проживали у складі 38 сімей.